# Срединно-океанический хребет

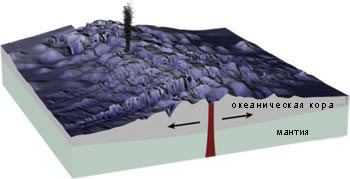
Схема строения срединно-океанического хребта

Срединно-океанический хребет (СОХ) — это горная система на морском дне, образованная тектоникой плит. Обычно имеет глубину порядка 2600 метров и возвышается примерно на два километра над самой глубокой частью подводной котловины. Это место, где происходит раздвигание океанского дна (спрединг) по расходящейся границе плит. Скорость спрединга определяет морфологию гребня срединно-океанического хребта и его ширину. Образование нового океанского дна и океанической литосферы является результатом подъема мантии из-за расхождения плит. Расплав поднимается как магма на линии слабости между плитами и выходит в виде лавы, при охлаждении образуя новую океаническую кору и литосферу. Первым обнаруженным срединно-океаническим хребтом был Срединно-Атлантический хребет, который представляет собой спрединговый центр, разделяющий с севера на юг пополам бассейны Северной и Южной Атлантики; отсюда и его название. Большинство океанических спрединговых центров не находятся в центре их котловины, но, несмотря на это, традиционно называются срединно-океаническими хребтами.

## Глобальная система

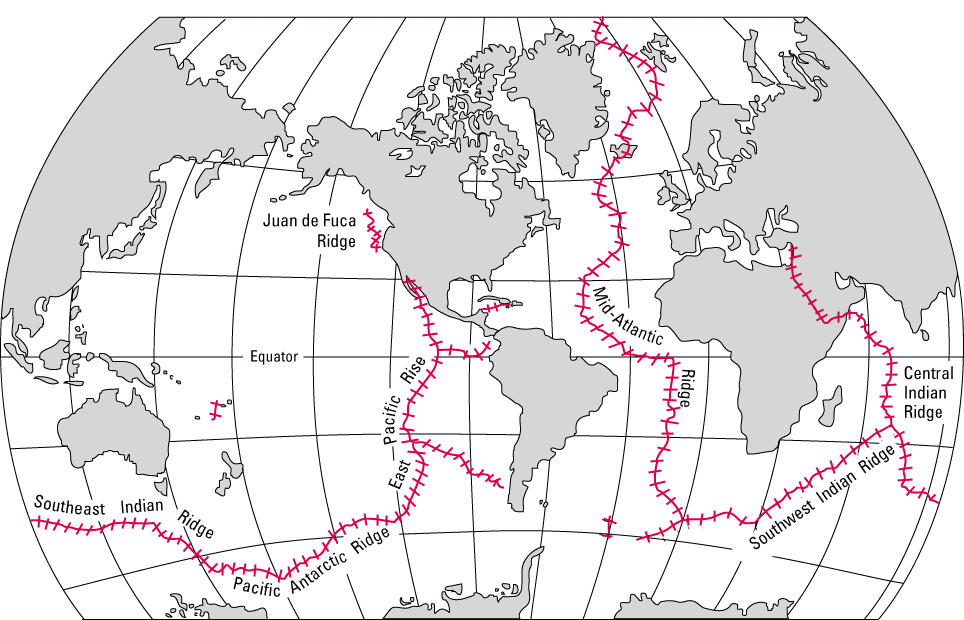
Срединно-океанические хребты на карте мира

Срединно-океанические хребты мира связаны и образуют Океанский хребет, единую глобальную систему срединно-океанических хребтов, которая является частью каждого океана, что делает его самым длинным горным хребтом в мире. Непрерывный горный хребет составляет порядка 65 000 км в длину (в несколько раз длиннее, чем Анды, самый длинный континентальный горный хребет), а общая длина системы океанических хребтов составляет около 80 000 км в длину.

## Описание

### Морфология
В центре спрединга на срединно-океаническом хребте глубина морского дна составляет примерно 2600 метров. На флангах хребта глубина морского дна (или высота на срединно-океаническом хребте над уровнем основания) коррелирует с его возрастом (возрастом литосферы, где измеряется глубина). Отношение глубины к возрасту может быть смоделировано охлаждением литосферной плиты или мантийного полупространства. Хорошим способом приблизительной оценки является то, что глубина морского дна в месте на расширяющемся срединно-океаническом хребте пропорциональна квадратному корню из возраста морского дна. Общая форма хребтов является результатом изостазии Пратта: близко к оси хребта находится горячая мантия с низкой плотностью, поддерживающая океаническую кору. По мере охлаждения океанической плиты вдали от оси хребта литосфера океанической мантии (более холодная и плотная часть мантии, которая вместе с корой включает океанические плиты) утолщается, и плотность увеличивается. Таким образом, более старое океанское дно покрыто более плотным материалом и глубже.
Скорость спрединга — это скорость, с которой котловина расширяется из-за расширения морского дна. Скорости могут быть рассчитаны путем картирования морских магнитных аномалий, охватывающих срединно-океанические хребты. Поскольку кристаллизованный базальт, выдавленный на оси гребня, застывает при температуре ниже точки Кюри соответствующих железо-титановых оксидов, в этих оксидах регистрируются направления магнитного поля, параллельные магнитному полю Земли. Направления поля, сохраненные в океанической коре, представляют собой запись изменений магнитного поля Земли во времени. Поскольку направление поля менялось на противоположные через известные промежутки времени на протяжении всей своей истории, характер геомагнитных инверсий в океанской коре можно использовать как индикатор возраста; учитывая возраст земной коры и расстояние от оси хребта, можно рассчитать скорость спрединга.
Скорость спрединга составляет примерно 10-200 мм/год. Хребты с медленным спредингом, такие как Срединно-Атлантический хребет, расползлись гораздо меньше (демонстрируя более крутой профиль), чем более быстрые хребты, такие как Восточно-Тихоокеанское поднятие (пологий профиль), при том же возрасте и температурных условиях. Хребты с медленным спредингом (менее 40 мм/год) обычно имеют большие рифтовые долины, иногда шириной до 10-20 км, и очень пересеченный рельеф на гребне хребта, с перепадом высот до 1000 м. Быстрые хребты (более 90 мм/год), такие как Восточно-Тихоокеанское поднятие, напротив, не имеют рифтовых долин. Скорость спрединга в Северной Атлантике составляет порядка 25 мм/год, а в Тихоокеанском регионе — 80-145 мм/год. Наивысшая известная скорость составляла более 200 мм/год в период миоцена на Восточно-Тихоокеанском поднятии. Хребты, со спредингом <20 мм/год, называются сверхмедленными хребтами (например, хребет Гаккеля в Северном Ледовитом океане и Западно-Индийский хребет).
Центр или ось спрединга обычно соединяется с трансформным разломом, ориентированным под прямым углом к оси. Склоны срединно-океанических хребтов во многих местах отмечены неактивными рубцами трансформных разломов, называемыми зонами разломов. При более высоких скоростях спрединга оси часто открывают перекрывающиеся центры спрединга, у которых отсутствуют соединяющие трансформационные дефекты. Глубина оси изменяется систематическим образом с меньшими глубинами между смещениями, такими как трансформные разломы и перекрывающиеся центры спрединга, разделяющие ось на сегменты. Одной из гипотез для различных глубин вдоль оси является вариация притока магмы к центру спрединга. Ультра-медленные хребты образуют как магматические, так и амагматические (с отсутствующей вулканической активностью) сегменты хребтов без трансформных разломов.

### Вулканизм
Срединно-океанические хребты являются вулканическими зонами с высокой сейсмичностью. Океаническая кора в хребтах находится в постоянном состоянии «обновления» в результате процессов расширения морского дна и тектоники плит. Новая магма постоянно выходит на дно океана и вторгается в существующую океаническую кору в районе разломов вдоль осей хребтов. Породы, составляющие кору ниже морского дна, являются самыми молодыми вдоль оси хребта и стареют по мере удаления от этой оси. Новая магма базальтового состава возникает на оси и вблизи нее из-за декомпрессионного плавления в подстилающей мантии Земли. Изэнтропически поднимающееся (апвеллинг) твердое вещество мантии нагревается выше температуры солидуса и плавится. Кристаллизованная магма образует новую корку базальта, известную как базальт срединно-океанического хребта, и габбро под ним в нижней части океанической коры. Базальт Срединно-океанического хребта представляет собой толеитовый базальт с низким содержанием несовместимых элементов. Общей чертой океанических спрединговых центров являются гидротермальные источники (чёрные курильщики), подпитываемые магматическим и вулканическим жаром. Особенностью высоких хребтов является их относительно высокая величина теплового потока, варьирующаяся от 1 мккал/см²⋅с до примерно 10 мккал/см²⋅с. (микрокалорий на квадратный сантиметр в секунду)
Возраст большей части коры в океанских бассейнах составляет менее 200 миллионов лет, что намного моложе возраста Земли в 4,54 миллиарда лет. Этот факт отражает процесс рециклинга литосферы в мантию Земли при субдукции. По мере удаления океанической коры и литосферы от оси хребта перидотит в подстилающей мантии литосферы охлаждается и становится более жестким. Кора и относительно жесткий перидотит под ней составляют океаническую литосферу, которая находится над менее жесткой и вязкой астеносферой.

## Механизмы движения

Формирование океанического хребта.

Срединно-океанический хребет с магмой, поднимающейся снизу, формируя новую океаническую литосферу, которая распространяется от хребта.

Океаническая литосфера формируется на океаническом хребте, в то время как литосфера погружается обратно в астеносферу в океанических желобах. Считается, что за спрединг на срединно-океанических хребтах отвечают два процесса: толкание хребта (ridge-push) и вытягивание плиты (slab pull). Толкание хребта относится к гравитационному скольжению океанической плиты, которая поднимается над более горячей астеносферой, создавая таким образом силу, вызывающую скольжение плиты вниз под уклон. При вытягивании плиты вес тектонической плиты, которая погружается (вытягивается) ниже вышележащей плиты в зоне субдукции, увлекает за собой остальную часть плиты. Считается, что механизм вытягивания плиты вносит больший вклад, чем толкание.

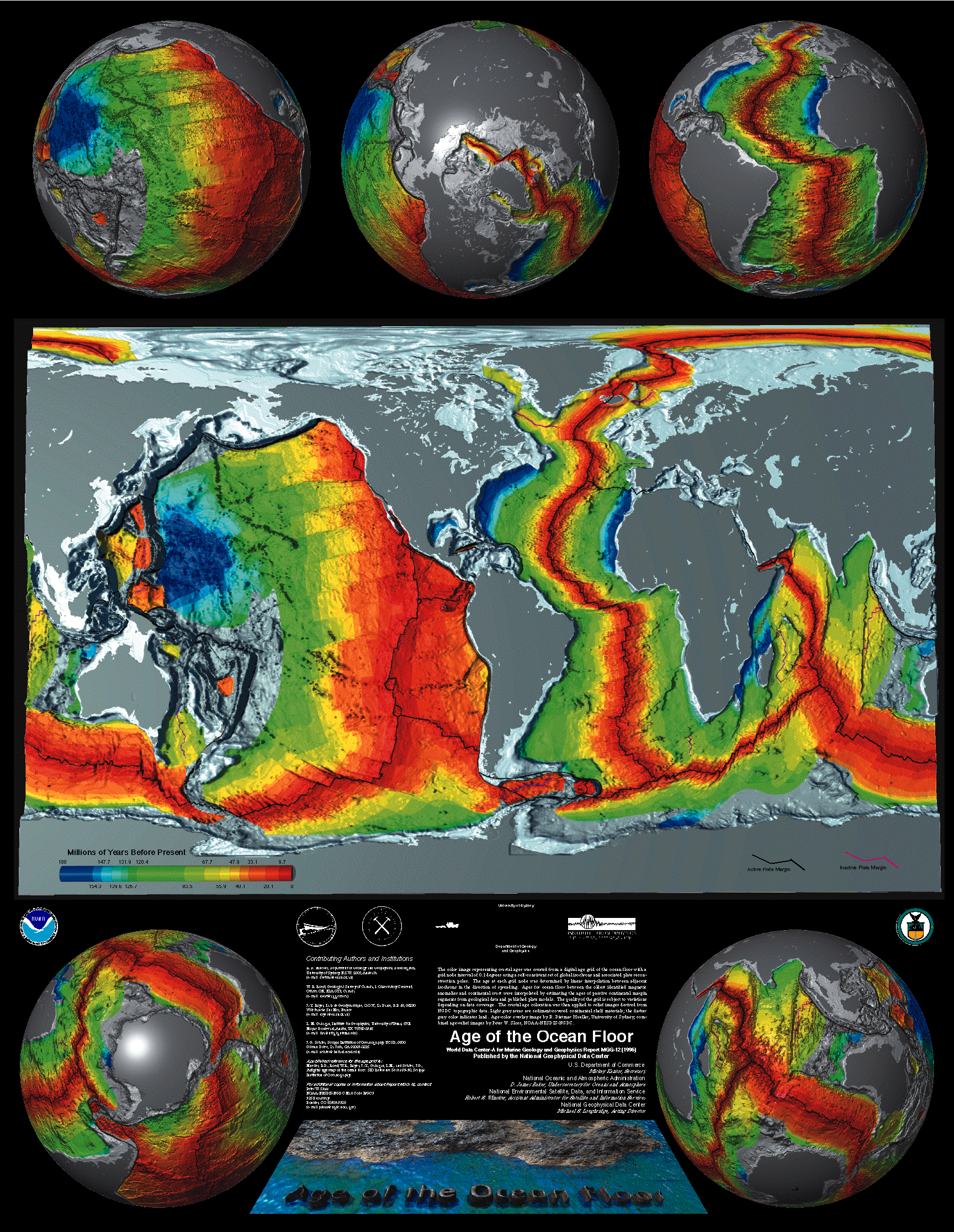
Срединно-океанические хребты на земном шаре и возраст образованного ими дна. Красным цветом обозначены самые молодые участки дна, произведённые хребтами; далее жёлтые, зелёные и самые старые — обозначены синим. Возраст этих участков доходит до 180 миллионов лет, а самым древним, как например дно Средиземного моря, 280 миллионов лет.

Ранее предполагалось, что процесс, способствующий движению плит и образованию новой океанической коры на срединно-океанических хребтах, — это «мантийный конвейер», происходящий из-за мантийной конвекции. Однако некоторые исследования показали, что верхняя мантия (астеносфера) слишком пластична (гибка), чтобы создавать достаточное трение и вытягивать тектоническую плиту. Более того, мантийный апвеллинг, который вызывает образование магмы под океанскими хребтами, по-видимому, затрагивает только ее верхние 400 км, что было выведено из данных сейсморазведки и наблюдений сейсмической неоднородности в верхней мантии на расстоянии около 400 км. С другой стороны, некоторые из крупнейших в мире тектонических плит, такие как Северо-Американская плита и Южно-Американская плита, находятся в движении, но субдуцируются только в ограниченных местах, таких как дуга Малых Антильских островов и дуга Южных Сандвичевых островов, указывая на действие на плиты толкающей силы. Компьютерное моделирование движений плит и мантии предполагает, что движение плит и мантийная конвекция не связаны, а основная движущая сила плит — это вытягивание плит.

## Влияние на глобальный уровень моря
Повышенный спрединг (то есть скорость расширения срединно-океанического хребта) привел к повышению глобального (эвстатического) уровня моря в течение очень долгого времени (миллионы лет). Повышенный спрединг дна означает, что срединно-океанический хребет затем расширится и сформирует более широкий хребет с уменьшенной средней глубиной, занимая больше места в океаническом бассейне. Это вытесняет вышележащий океан и вызывает повышение уровня моря.
Изменение уровня моря может быть связано с другими факторами (тепловое расширение, таяние льда и мантийная конвекция, создающая динамическую топографию). Однако в очень длительных временных масштабах это результат изменений объема океанических бассейнов, на которые, в свою очередь, влияет скорость спрединга морского дна вдоль срединно-океанических хребтов.
Высокий уровень моря, во время мелового периода (144-65 млн лет назад), можно объяснить только тектоникой плит, поскольку тепловое расширение и отсутствие ледяных щитов сами по себе не могут объяснить тот факт, что уровень моря был на 100—170 метров выше, чем сегодня.

## Влияние на химический состав морской воды и карбонатные отложения
Спрединг морского дна на срединно-океанических хребтах представляет собой систему ионного обмена в глобальном масштабе. Гидротермальные источники в центрах спрединга выбрасывают в океан различные количества железа, серы, марганца, кремния и других элементов, некоторые из которых рециркулируются в океаническую кору. Гелий-3, изотоп, который сопровождает мантийный вулканизм, испускается гидротермальными жерлами и может быть обнаружен в шлейфах в океане.
Высокая скорость спрединга приведет к расширению срединно-океанического хребта, что приведет к более быстрой реакции базальта с морской водой. Соотношение магний/кальций станет ниже, потому что больше ионов магния будет поглощаться породой из морской воды, а больше ионов кальция будет вымываться из породы и попадать в морскую воду. Гидротермальная активность на гребне хребта эффективна для удаления магния. Более низкое соотношение магний/кальций способствует осаждению низкомагнезиальных кальцитовых полиморфов карбоната кальция (кальцитовые моря).
Медленный спрединг в срединно-океанических хребтах имеет противоположный эффект и приведет к более высокому соотношению магний/кальций, способствующему осаждению арагонита и высокомагнезиальных полиморфных модификаций карбоната кальция (арагонитовые моря).
Эксперименты показывают, что большинство современных организмов с высоким содержанием магния в кальците имели бы низкое содержанием магния в кальцитовых морях прошлого, что означает, что соотношение магний/кальций в скелете организма изменяется в зависимости от соотношения магний/кальций в морской воде, в которой он вырос.
Таким образом, минералогия организмов, строящих рифы и образующих отложения, регулируется химическими реакциями, протекающими вдоль срединно-океанического хребта, скорость которых зависит от скорости спрединга морского дна.

## История

### Открытие
Первые признаки того, что бассейн Атлантического океана разделен пополам горным хребтом, были получены в результате британской экспедиции «Челленджера» в XIX веке. Океанологи Мэтью Фонтейн Мори и Чарльз Уайвилл Томсон проанализировали результаты произведенных замеров глубин и выявили заметный подъем морского дна, который спускался по Атлантическому бассейну с севера на юг. Эхолоты подтвердили это в начале XX века.
Лишь после Второй мировой войны, когда дно океана было исследовано более подробно, стала известна полная протяженность срединно-океанических хребтов. «Вема», корабль обсерватории Земли Ламонт-Доэрти Колумбийского университета, пересек Атлантический океан, записывая данные эхолота о глубине океанского дна. Команда под руководством Мари Тарп и Брюса Хизена пришла к выводу, что это огромная горная цепь с рифтовой долиной на ее гребне, проходящая через середину Атлантического океана. Ученые назвали его Срединно-Атлантическим хребтом. Другие исследования показали, что гребень хребта сейсмически активен, а в рифтовой долине были обнаружены свежие лавы. Кроме того, тепловой поток земной коры здесь был выше, чем где-либо еще в бассейне Атлантического океана.
Сначала считалось, что хребет является особенностью Атлантического океана. Однако по мере продолжения исследований океанского дна по всему миру было обнаружено, что каждый океан содержит части системы срединно-океанических хребтов. В начале XX века немецкая экспедиция «Метеор» проследила срединно-океанический хребет от Южной Атлантики до Индийского океана. Хотя первый обнаруженный участок системы хребтов проходит по середине Атлантического океана, было обнаружено, что большинство срединно-океанических хребтов расположены вдали от центра других океанических бассейнов.

### Влияние открытия: расширение морского дна
Альфред Вегенер предложил теорию дрейфа континентов в 1912 году. Он заявил: «Срединно-Атлантический хребет… зона, в которой дно Атлантического океана, продолжая расширяться, постоянно разрывается и освобождает место для свежих, относительно текучих и горячих частей коры [поднимающихся] из глубины». Однако Вегенер не следовал этому утверждению в своих более поздних работах, и его теория была отвергнута геологами, потому что не было механизма, объясняющего, как континенты могли пробиваться сквозь океаническую кору, и эта теория была в значительной степени забыта.
После открытия всемирной протяженности срединно-океанического хребта в 1950-х годах геологи столкнулись с новой задачей: объяснить, как могла образоваться такая огромная геологическая структура. В 1960-х годах геологи открыли и начали предлагать механизмы распространения морского дна. Открытие срединно-океанических хребтов и процесса расширения морского дна позволило расширить теорию Вегенера, включив в нее движение океанической коры, а также континентов. Тектоника плит была подходящим объяснением расширения морского дна, и принятие тектоники плит большинством геологов привело к серьезному сдвигу парадигмы в геологическом мышлении.
Подсчитано, что вдоль срединно-океанических хребтов Земли каждый год в результате этого процесса образуется 2,7 км² нового морского дна. При толщине земной коры 7 км это составляет около 19 км³ новой океанской коры, образующейся каждый год.